# هيكليوس
هيكليوس (الاسم العلمي: Hycleus)، جنس حشرات خنفسية من فصيلة النافطيات توجد في إفريقيا وآسيا.
يحتوي الجنس على أكثر من 400 نوع، وفي السابق كان يخلط بينه وبين جنس نافطة. تتغذى الخنافس البالغة منه بشكل رئيسي على الزهور من مجموعة واسعة من الفصائل النباتية.